# Daniel A. Pedersen
Daniel A. Pedersen (født 27. juli 1992) er en dansk professionel fodboldspiller, der er midtbanespiller i Akademisk Boldklub.

## Klubkarriere
Daniel A. Pedersen startede sin fodboldkarriere i Galten FS.

### Silkeborg IF
Han har fået sin spillemæssige opvækst i Silkeborg IF. Pedersen skrev under på sin første fuldtidskontrakt med Silkeborg IF kort før, at han fyldte 19 år. Han debuterede for Silkeborg IF den 21. august 2011 i en kamp mod HB Køge. Ugen efter startede han inde ude mod de forsvarende mestre FC København.
Han scorede sit første mål i Superligaen den 1. april 2012 i en 2-2-kamp ude mod FC Midtjylland. I sin tid i Silkeborg opnåede Pedersen 69 superligakampe.

### AGF
Den 15. januar 2015 blev det offentliggjort, at Pedersen fra sommeren 2015 skiftede til AGF, hvor han skrev under på en treårig kontrakt.
Den officielle debut i Superligaen kom i den første runde den 19. juli 2015, da han startede inde og spillede alle 90 minutter i en 2-1-sejr hjemme over Brøndby IF. Det var starten på en sæson i AGF, hvor han blev fast inventar på holdet, idet han spillede 24 ud af 33 mulige kamp, hvoraf 20 af dem var med fuld spilletid.

### Lillestrøm SK
Den 7. august 2018 skiftede Pedersen til den norske klub Lillestrøm SK. Han skrev under på en kontrakt gældende frem til udgangen af 2019.

## Landsholdskarriere
Han har spillet kampe på de danske U/20- og U/21-landshold.